# L'Ami public numéro un
L'Ami public numéro un était une émission de programme de la jeunesse diffusée de 1961 à 1978 sur la première chaîne de l'ORTF et puis sur TF1. Elle était présentée par Pierre Tchernia. Celle-ci est annoncée le 5 novembre 1961, par Jacqueline Huet, en compagnie de Pierre Tchernia.

## Concept
Dès sa création, en 1961, le principe de l'émission est fixé par la présentation de celle-ci par Pierre Tchernia. Un accord entre la RTF, puis l'ORTF et la société Walt Disney Production permet de diffuser des extraits de l’œuvre cinématographique de Walt Disney,.
Quatre émissions étaient prévues dès la première année, chacune ayant un thème transversal à l’œuvre. La première émission traitait de la « musique » et la seconde des « animaux ».

## Diffusion
La première diffusion de cette émission connait un grand succès de la part du public, car à l'époque, il n'y a qu'une chaîne de télévision, la deuxième chaîne de l'ORTF ne sera créée qu'en 1964 et entraînera la RTF, puis l'ORTF à produire par la suite plusieurs autres émissions. Celle-ci s'installera très vite dans la programmation de Noël de la télévision française, ce qui vaudra à Pierre Tchernia d'être considéré comme le « Monsieur Disney » de la télévision française et d'être qualifié comme le vrai « ami public numéro 1 », du nom de cette émission, alors que ce titre avait été dévolu à Walt Disney,. 
À la suite du succès de cette émission qui durera 17 ans, Pierre Tchernia décide de lancer en 1964, l'émission SVP Disney sur la Deuxième chaîne de l'ORTF qui, elle, durera 14 ans et dont le thème était quasiment identique, les téléspectateurs pouvant téléphoner au standard de SVP pour choisir l'extrait de film dans la liste des longs métrages de Disney production,.

## Séries
.
- 1961 : Pilote - S#1.1
- 1962 : Le grand concert - S#1.2
- 1962 : L'Amérique - S#1.3

- 1962 : La vie des animaux - S#2.1
- 1962 : L'usine à rêves - S#2.2

- 1963 : L'aventure - S#3.1
- 1963 : Pinocchio - S#3.2
- 1964 : Les animaux - S#3.3

- 1971 : Les ours - S#10.2

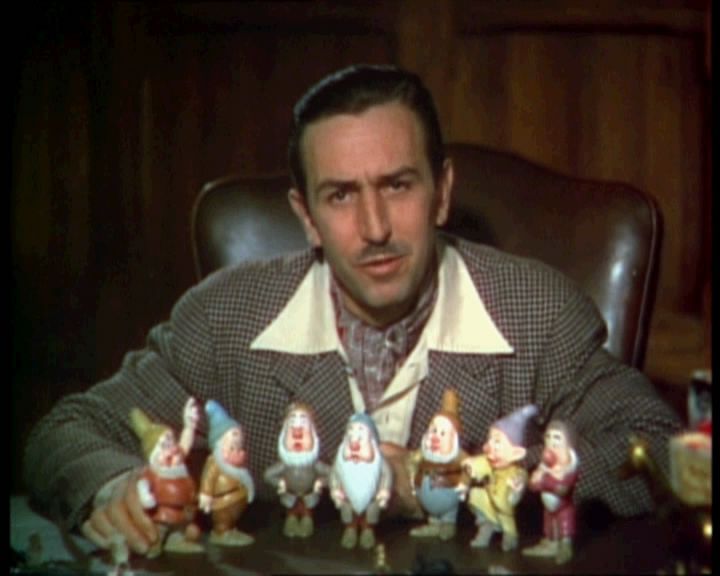
Walt Disney, avec des figurines des personnages de Blanche-Neige et les Sept Nains, est « l'ami public no 1 »

- 1971 : La belle au bois dormant - S10#3

- 1972 : Magie et sorcellerie - S#12.1
- 1972 : Les différents styles - S#12.2

- 1975 : L'aventure, c'est toujours l'aventure - S15#1
- 1975 : Pinocchio - S15#2